# Barajul Zetea
Barajul Zetea este un baraj executat pe râul Târnava Mare, în amonte de localitatea Zetea din județul Harghita. Este singurul lac artificial din zona superioară a Târnavei Mare, un volum total de 44,0 milioane metri cubi, din care 7,6 milioane metri cubi volum permanent și 36,4 milioane metri cubi pentru reținerea undelor de viitură. Lacul de acumulare asigură un debit permanent de 1,2 metri cubi pe secundă aval de acumulare pentru alimentarea cu apă a localităților de pe valea Târnavei Mari. Barajul apără localitățile situate în valea Târnavei Mari de  inundații, iar în caz de secetă asigură debitul normal al apei. Capacitatea bazinului este de cca. 50 milioane m3, lungimea este 2,6 km din care 1,4 km se află în fosta vale a Târnavei Mare. Lățimea apei la baraj este de 400-800 m în valea pârâului Șicasău și în zona Târnavei Mari este de 150-200 m. La piciorul barajului este executată o centrală hidroelectrică. Barajul reprezintă și un potențial obiectiv turistic, atrăgând un număr destul de mare de turiști pe malul acestuia .

## Istorie
Lucrările de construcție ale barajului au început în anul 1976, finalizându-se abia în 1992. Scopul construirii acestui baraj a fost apărarea împotriva inundațiilor și controlul nivelului râului . 
În 1980-1984, Regia „Apele Române” – Filiala Teritorială Târgu-Mureș, responsabilă de construirea barajului de acumulare a apei, a format „colonia socială Zetea”, a cărei scop era cazarea muncitorilor constructori ai barajului – este vorba despre 6 clădiri, 2 blocuri pentru familiști cu câte 36 de apartamente și 2 blocuri pentru nefamiliști cu câte 18 garsoniere, plus un magazin alimentar cu depozitul acestuia și un club muncitoresc.
Un amănunt important care trebuie știut este că, de regulă, în astfel de situații construcțiile pentru cazarea muncitorilor sunt niște barăci care, la terminarea construcției, se pot demola ușor. La Zetea, nu se cunoaște din ce motive, adăposturile pentru muncitori au fost făcute – parcă să dăinuie și să creeze probleme – din beton. Se poate spune că au fost construite blocuri de locuințe în toată regula, folosindu-se plăci din beton și nicidecum materiale ușoare.
După terminarea (în 1993) construcției barajului, în 1994 colonia socială începe să se depopuleze.

## Fauna piscicolă
Fauna  piscicolă era alcătuită din peștii migratori din pârâuri. Cantitatea cea mai semnificativă o reprezintă cleanul, apoi ca proporție a populației piscicole urmează păstrăvul. Datorită debitului mare al apei, extinderea acestei specii este nelimitată, din această cauză existând și exemplare de peste 10 kg. Câteodată își fac cunoscută prezența prin mușcături puternice și furtul momelii, iar prinderea lor te poate pune la grea încercare. Din surse sigure știm că cele mai mari exemplare capturate au fost între 6 și 8 kg. Datorită calității apei și cleanul a crescut. Lacul a fost populat și cu alte specii, cum ar fi: plevușcă, beldiță, [albișoară]], mreană vânătă, caras, crap, șalău, știucă, scobar, plătică, mihalț, biban. 
Se poate pescui atât de pe mal cât și din barcă, acestea fiind utilizate mai ales de câtre pescarii care folosesc rotativele sau muscăritul. 

## Legi interioare la barajul Zetea

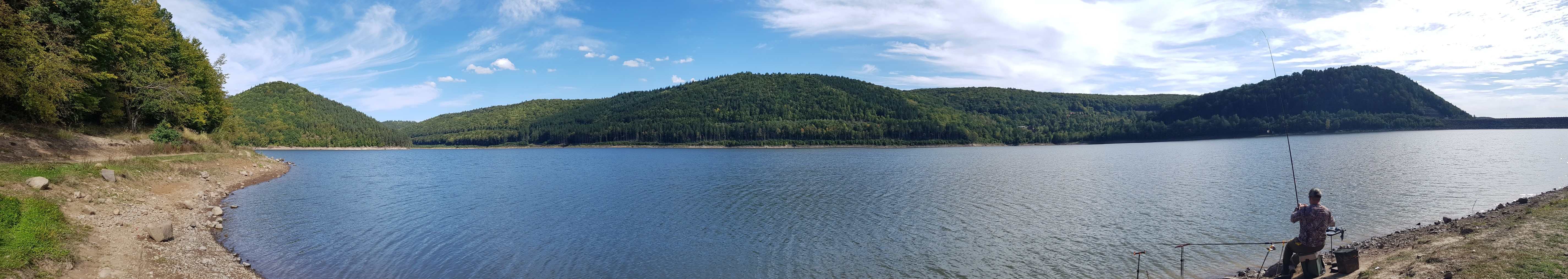
Barajul Zetea

1. Respectarea legislației românești privind pescuitul este obligatorie pentru fiecare pescar.
2. Pescuitul este permis doar după cumpărarea biletului zilnic sau a abonamentului anual.
3. Persoanele care au bilet zilnic, adulti (abnament anual), pot pescui cu 2 (două) undițe, cel mult 2 (două) cârlige/undiță, copii doar cu o undiță.
4. Cantitatea admisă pentru păstrare este: la pătrăv max. 4 (patru) buc. de 20-35 cm și 4 (patru) kg alte specii sau 1 (unu) păstrăv ce depășește 35 cm și 4 (patru) kg alte specii.
5. Peștii prinși care sunt sub dimensiunea permisă, trebuiesc eliberați. Mărimea minimală la: lipan 25 cm, păstrăv 20 cm, crap 35 cm, șalău 40 cm, știucă 40 cm, somn 50cm, clean 25 cm, scobar 25 cm, platica 25 cm, biban 15 cm.
6. Pescuitul începe cu o jumătate de oră înainte de răsăritul soarelui și se termină cu o jumătate de oră după apusul soarelui.
7. Pescuitul cu barca nu are voie sub nici o formă să deranjeze pescuitul de la mal. Pescarul cu barca este obligat să părăsească lacul la apelul solicitat de către persoanele îndreptățite și să se supună controlului.
8. Este strict interzisă murdărirea apei, folosirea ambarcațiunilor cu motoare cu ardere internă.
9. Este strict interzisă distrugerea vegetației din zona lacului, tăierea copacilor. Focul deschis este permis numai în locurile special amenajate.
10. Nerespectarea legilor interioare duce la amendă contravențională și la interzicerea exercitării dreptului de a pescui [1] [4].